# Compsomyax subdiaphana
Compsomyax subdiaphana är en musselart som först beskrevs av Carpenter 1864.  Compsomyax subdiaphana ingår i släktet Compsomyax och familjen venusmusslor. Inga underarter finns listade i Catalogue of Life.